# 358
Évszázadok: 3. század – 4. század – 5. század
Évtizedek: 300-as évek – 310-es évek – 320-as évek – 330-as évek – 340-es évek – 350-es évek – 360-as évek – 370-es évek – 380-as évek – 390-es évek – 400-as évek
Évek: 353 – 354 – 355 – 356 –  357 – 358 – 359 – 360 – 361 – 362 – 363

## Események

### Római Birodalom
- Censorius Datianust és Neratius Cerealist választják consulnak.
- II. Constantius császár visszautasítja a perzsa követeléseket Mezopotámia átadásáról. Követeket küld II. Sápur szászánida királyhoz, de azok sem tudják megoldani a konfliktust.
- Iulianus caesar legyőzi a száli frankokat és római szövetségbe kényszerítve letelepíti őket a Rajna alsó szakaszán; ezenkívül a chamavusokat a Rajnán túlra űzi, az alemannok királyaival, Suomarral és Hortarral pedig békét köt. Az alemannok elengedik hadifoglyaikat és anyagot biztosítanak a római határerődök újjáépítéséhez.
- II. Felix antipápa, akinek a császár utasítása szerint Liberiusszal közösen kellene irányítania a római egyházat, a nép ellenszenve miatt visszavonul hispaniai birtokára.
- Nicomediát részben romba dönti egy földrengés.
- II Hillél, a szanhedrin vezetője kijavítja a zsidó naptárat és megállapítja az ünnepnapok pontos idejét. Ez a szanhedrin utolsó, általánosan elfogadott rendelete.

## Születések
- Anianus, civitas Aurelianorum (Orléans) püspöke

## Halálozások
- Trieri Paulinus, Augusta Treverorum püspöke

## Fordítás
- Ez a szócikk részben vagy egészben  a(z)   358 című angol Wikipédia-szócikk ezen változatának fordításán alapul.  Az eredeti cikk szerkesztőit annak laptörténete sorolja fel. Ez a jelzés csupán a megfogalmazás eredetét és a szerzői jogokat jelzi, nem szolgál a cikkben szereplő információk forrásmegjelöléseként.